# Donald O'Connor
- Pentru alte utilizări ale acestui nume de familie, vedeți O'Connor.

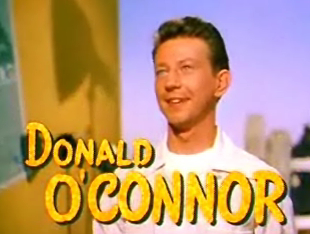
Donald O'Connor în filmul „I Love Melvin”

Donald O'Connor (născut Donald David Dixon Ronald O’Connor; n. 28 august 1925, Chicago, Illinois, SUA – d. 27 septembrie 2003, Calabasas, California, SUA) a fost un cântăreț, dansator și actor de film american.

## Filmografie
- 1961 Lampa lui Aladin

## Vezi și
- O'Connor, nume de familie

## Legături externe
- Donald O'Connor la Internet Movie Database